# Рошал Євген Лазарович
Євге́н Ла́зарович Роша́л (*10 березня 1972, Челябінськ, Росія) — автор відомого файлового менеджера FAR Manager та архіваторів RAR, WinRAR, популярних на пострадянському просторі.
У 13 років він вже програмував на радянському інженерному калькуляторі «Електроніка МК-61». 
Трохи пізніше майбутній програміст освоїв Агат. Це були вітчизняні 8-розрядні комп’ютери для народної освіти. За їх основу взяли Apple II. З Агатом Євгена Рошал познайомив його вчитель інформатики - Вадим Германович Мерзлов. Під його керівництвом Євген і вивчав мову програмування. Євген Рошал закінчив приладобудівний факультет Челябінського політехнічного інституту за спеціальністю «Обчислювальні машини, комплекси, системи та мережі»

Євген Рошал закінчив приладобудівельний факультет Челябінського Державного Технічного Університету (спеціальність — «ЕОМ»). Восени 1993 року випустив першу публічну версію RAR 1.3, в вересні 1996 — FAR Manager.
Крім стандартних можливостей, FAR Manager дозволяє:
- Працювати в режимі FTP-клієнта (робота з FTP-серверами через Проксі і NAT).
- Переглядати файли, збережені в текстовому або HEX - форматі.
- Переглядати мережеві папки (в тому числі приховані) звертаючись до мережного ресурсу.
- Створювати своє меню і свої макроси.
- У режимі менеджера програм побачити список процесів використовуваного ресурсу системи, його джерело і розширені відомості про кожного з них.
- Працювати в режимі менеджера друку.

Пізніше, зі зростанням популярності Microsoft Windows, випустив архіватор для Windows - WinRAR. До початку 2000-х Рошал вирішив зосередитися на вдосконаленні архіваторів RAR і WinRAR, тому припинив роботу над FAR Manager і передав авторські права на нього групі програмістів FAR Group. Через ще чотири роки він передав своєму старшому братові Олександру Рошаль авторські права і на архіватор, залишившись значитися лише розробником продукту.

Після створення WinRAR Євген Рошал, за словами його інститутських викладачів, досить швидко поїхав з Росії. Точних даних про його місцезнаходження і рід занять в даний час немає. У березні 2011 року в онлайн-інтерв’ю Рошал зізнавався, що заробляє «як програміст і консультант». За деякими відомостями, він живе в Німеччині. У Берліні розташовується і компанія Win.rar GmbH. З квітня 2012 року просуває архіватор. За даними деяких колишніх одногрупників, якийсь час програміст перебував у США.